# Johanne Louise Schmidt
Johanne Louise Schmidt (* 16. Oktober 1983 in Skanderborg) ist eine dänische Schauspielerin.

## Werdegang
Schmidt schloss 2003 ihre Schulausbildung am Skanderborg Amts Gymnasium ab. 2009 beendete sie ihre Schauspielausbildung an der Staatlichen Theaterschule (Statens Teasterskole). Nach Engagements am Grønnegårds Teatret und Folketeatret ist sie seit 2011 Ensemblemitglied am Königlichen Theater. Seit 2014 ist sie als Rose in den Verfilmungen der Sonderdezernat-Q-Romane von Jussi Adler-Olsen zu sehen. Für ihre Rolle als Emma in der Inszenierung von Duncan Macmillans Menschen, Orte und Dinge (dänisch: Personer, steder og ting) am Königlichen Theater wurde Schmidt am 21. Dezember 2016 mit dem Ove-Sprogøe-Preis ausgezeichnet. 2023 erhielt sie den Lauritzen-Preis.

## Filmografie (Auswahl)
- 2010: Oda Omvendt (Fernsehserie, zwei Folgen)
- 2011: Historietimen (Fernsehserie)
- 2011: Hjælp, det er jul (Fernsehserie, Folge 1x22)
- 2014: Schändung (Fasandræberne)
- 2015: Afvej (Kurzfilm)
- 2016: Erlösung (Flaskepost fra P)
- 2017: Small Town Killers (Dræberne fra Nibe)
- 2018: Verachtung (Journal 64)
- 2019–2023: Kidnapping (DNA, Fernsehserie, 14 Folgen)
- 2019: Undtagelsen
- 2022: Borgen – Macht und Ruhm (Borgen – Riget, Magten og Æren, Fernsehserie, sieben Folgen)
- 2021: Min kamp (Fernsehserie, Folge 1x02)
- 2021: Snöänglar (Fernsehserie, sechs Folgen)
- 2022: Bamse
- 2022: Carmen Curlers (Fernsehserie, drei Folgen)
- 2023: Willkommen im Nirgendwo – Wir sind die Neuen (Meter i sekundet)
- 2023: Synkefri
- 2023: Et sidste ønske (Kurzfilm)
- 2024: Høj (Fernsehserie, 15 Folgen)